# GSO (テレビ番組)
GSOは、フジテレビ系列で2000年に放送されていたバラエティ番組である。

## 番組概要
- タイトルの「GSO」とは、GS（グループ・サウンズ）とO（お笑い）を組み合わせた言葉であり、音楽を芸に取り入れているお笑い芸人によるネタ見せ番組である。
- 海外のニュース番組が日本のお笑い芸人を採り上げるという設定で、レギュラー出演者3組とゲスト1組のネタを紹介する。
- 番組の最後はレギュラー出演者が懐かしのGSバンドに扮し、GSの曲を歌唱する。

## 出演者

### レギュラー
- ポカスカジャン
- 東京ビンゴビンゴダイナマイトジャパン
- トオル with G-ホイズ

### ゲスト
- 底ぬけAIR-LINE
- 幹てつや

他
| スタブアイコン | サブスタブ | この項目は、まだ閲覧者の調べものの参照としては役立たない、テレビ番組に関連した書きかけの項目です。この項目を加筆・訂正などしてくださる協力者を求めています（P:テレビ/PJ:放送または配信の番組）。 |